# Red krvi
Red krvi (njemački: Blutorden) pod službenim nazivom Odlikovanje (Münchenskog puča) 9. studenog 1923., bio je jedno od najprestižnijih odlikovanja u Nacističkoj stranci. Medalja je ustanovljena u ožujku 1934., izrađena od običnog srebra s otisnutim orlom koji u kandžama nosi vijenac s ispisanim datumom 9.Nov. unutar vijenca, te s natipisom München 1923-1933 s desne strane na medalji. Zaleđe medalje ima sliku  Feldherrnhallea u Münchenu (mjesto gdje je puč završio neuspjehom), svastike i natpisom: UND IHR HABT DOCH GESIEGT ("Ipak ste pobijedili").
Ovo odlikovanje dodijeljeno je sudionicima Münchenskog puča koji su bili članovi NSDAP-a ili neke formacije te stranke. Sve medalje bile su obilježene brojem i oprezno su bile dodjeljivane. Za razliku od drugih medalja Red krvi nosio se na desnoj strani tunike u obiliku rozete.  
U svibnju 1938., unatoč zaprepaštenju sudionika puča, Red krvi se proširio i bio je dodjeljivan: 
- nacističkim aktivistima koji su služili zatvorsku kaznu prije 1933.
- optuženima na smrtnu kaznu zbog nacističke aktivnosti koja je kasnije bila preoblikovana u doživotnu kaznu prije 1933.
- ozbiljno ranjenima dok su služili stranci prije 1933.

Također Red krvi mogao je biti dodijeljen drugim pojedincima koji bi dobili Hitlerovo odobrenje.
Ako bi nositelj ovoga odlikovanja napustio stranku, medalja bi mu bila oduzeta.
Dvije su žene dobile ovu medalju (jedna je bila sudionica puča, a druga je dobila medalju zbog izvanredne službe, posmrtno). S brojem sudionika puča, brojem posmrtno odlikovanih nakon odredbe iz 1938. (436) i ostalih za izvanrednu službu broj nositelja Reda krvi brojio je manje od 6 000 ljudi.